# José de la Torre Vela
José de la Torre Vela fue un militar español que fue designado en el cargo de gobernador del Tucumán en 1702. Sin embargo, no pudo asumir debido a su fallecimiento, por lo que solo se trató de un cargo nominal.
No tenía más título que haber hecho un servicio de dinero a la tesorería del Real Palacio. Torre de Vela también se destacó en la lucha contra los aborígenes en el Chaco y en reconocimiento a ello le dieron la merced de la encomienda de Tilingo en Santiago del Estero. Esto último también le valió para ser designado gobernador. Sin embargo, como estaba gravemente enfermo, por testamento designó a Gaspar de Barahona como su sucesor antes de fallecer.
Durante esos años, los indígenas continuaron con sus ataques y sitiaron San Miguel de Tucumán, Salta y San Salvador de Jujuy. 